# Saint-Bonnet-des-Quarts
Saint-Bonnet-des-Quarts is een gemeente in het Franse departement Loire (regio Auvergne-Rhône-Alpes) en telt 364 inwoners (1999). De plaats maakt deel uit van het arrondissement Roanne.

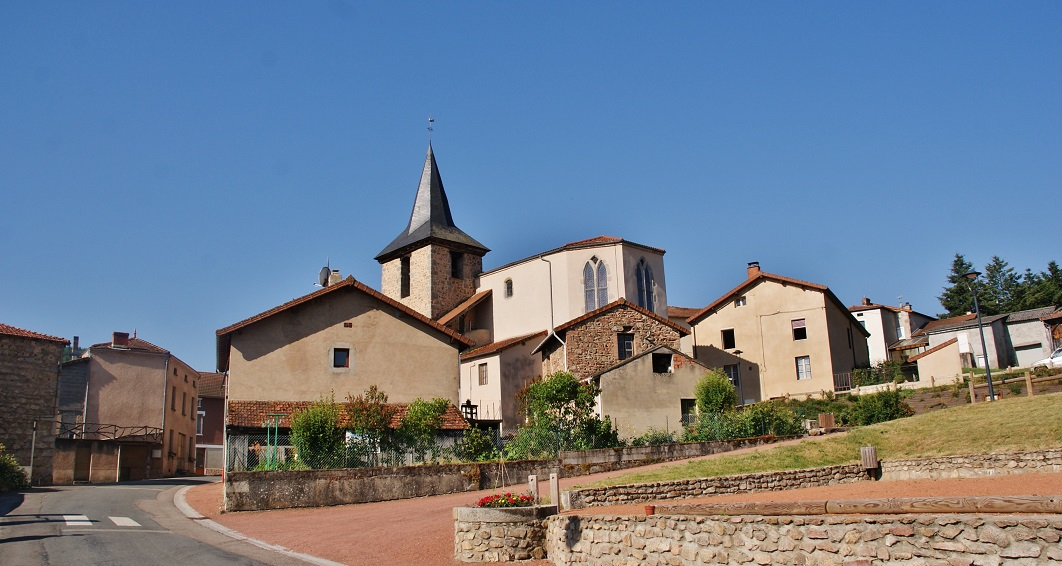
Saint-Bonnet-des-Quarts

## Geografie
De oppervlakte van Saint-Bonnet-des-Quarts bedraagt 33,3 km², de bevolkingsdichtheid is 10,9 inwoners per km².
De onderstaande kaart toont de ligging van Saint-Bonnet-des-Quarts met de belangrijkste infrastructuur en aangrenzende gemeenten.

## Demografie
Onderstaande figuur toont het verloop van het inwonertal (bron: INSEE-tellingen).